# Diaschisi
La diaschisi è una diminuzione del metabolismo neuronale e del flusso ematico cerebrale causata dalla disfunzione/lesione di una regione cerebrale anatomicamente separata ma funzionalmente correlata.
È legata al fatto che le aree che ricevono gli input dai neuroni della zona lesionata sono meno attive perché ricevono meno informazioni.